# Lophochernes sauteri
Espèce
Synonymes
- Chelifer sauteri Ellingsen, 1907

Lophochernes sauteri est une espèce de pseudoscorpions de la famille des Cheliferidae.

## Distribution
Cette espèce est endémique du Japon.

## Description
Le mâle mesure 1,93 mm et la femelle 2,10 mm.

## Étymologie
Cette espèce est nommée en l'honneur de Hans Sauter.

## Publication originale
- Ellingsen, 1907 : On some pseudoscorpions from Japan collected by Hans Sauter. Nytt Magasin for Naturvidenskapene, vol. 45, p. 1-17 (texte intégral).